# Panaeolina
Panaeolina is een geslacht van schimmels. De plaatsing van dit geslacht in een familie is nog onzeker (Incertae sedis). De typesoort is Panaeolina foenisecii.

## Kenmerken
Panaeolina is een klein geslacht van kleine paddenstoelen, dat ongeveer vier soorten bevat. Ze zijn een subgroep van Panaeolus met donkerbruine sporen. De typesoort is Panaeolina foenisecii, een algemene paddenstoel. Leden van Panaeolina zijn breed verspreid over de hele wereld.
Van sommige leden van Panaeolina is gemeld dat ze het hallucinogeen psilocybine bevatten, maar men denkt dat deze resultaten vals-positief zijn.
Deze schimmels worden soms geclassificeerd als onderdeel van het geslacht Panaeolus. Net als dat geslacht hebben hun amellen een troebel/gespikkeld/gevlekt uiterlijk vanwege de manier waarop hun sporen ongelijkmatig rijpen op plekken, maar ze onderscheiden zich doordat de sporen geornamenteerd zijn terwijl die van Panaeolus (in de beperkte zin) glad zijn. Ook zijn hun lamellen zijn donkerbruin, in plaats van zwart of grijs.

## Soorten
Volgens Index Fungorum telt het geslacht vier soorten (peildatum januari 2024):
| Soortnaam                              | Auteur(s)           | Publicatiejaar |
| -------------------------------------- | ------------------- | -------------- |
| Panaeolina castaneifolia               | (Murrill) Bon       | 1979           |
| Panaeolina foenisecii (Gazonvlekplaat) | (Pers.) Maire       | 1933           |
| Panaeolina indica                      | Sathe & J.T. Daniel | 1981           |
| Panaeolina sagarae                     | Hongo               | 1978           |